# Miss Universo 1999
Miss Universo 1999, quarantottesima edizione di Miss Universo, si è tenuta presso il Chaguaramas Convention Centre di Chaguaramas, a Trinidad e Tobago, il 26 maggio 1999. L'evento è stato presentato da Jack Wagner, Ali Landry e Julie Moran. Mpule Kwelagobe, Miss Botswana, è stata incoronata Miss Universo 1999 dalla detentrice del titolo uscente, Wendy Fitzwilliam.

## Risultati

### Piazzamenti
| Risultato finale   | Concorrente |
| ------------------ | --- |
| Miss Universo 1999 | - Botswana - Mpule Kwelagobe |
| 2ª classificata    | - Filippine - Miriam Quiambao |
| 3ª classificata    | - Spagna - Diana Nogueira |
| Top 5              | - Sudafrica - Sonia Raciti - Venezuela - Carolina Indriago                                                                         |
| Top 10             | - Ghana - Akuba Cudjoe - Giamaica - Nicole Haughton - India - Gul Panag - Messico - Silvia Salgado - Porto Rico - Brenda Liz Lopez |

### Punteggi alle sfilate finali
Vincitrice
     2ª classificata
     3ª classificata
     Top 5
     Top 10
(#) Posizione in ogni turno della gara
| Nazione    | Intervista | Costume da bagno | Abito da sera | Media      | Finaliste Top 5 |
| ---------- | ---------- | ---------------- | ------------- | ---------- | --------------- |
| Sudafrica  | 9.249 (2)  | 9.325 (2)        | 9.133 (7)     | 9.236 (1)  | 9.238 (5)       |
| Venezuela  | 9.230 (3)  | 9.088 (6)        | 9.388 (3)     | 9.235 (2)  | 9.349 (4)       |
| Spagna     | 8.904 (7)  | 9.338 (1)        | 9.450 (1)     | 9.231 (3)  | 9.644 (1)       |
| Botswana   | 9.052 (5)  | 9.188 (4)        | 9.366 (4)     | 9.202 (4)  | 9.488 (2)       |
| Filippine  | 8.787 (9)  | 9.325 (2)        | 9.428 (2)     | 9.180 (5)  | 9.446 (3)       |
| India      | 9.275 (1)  | 8.774 (10)       | 9.160 (6)     | 9.070 (6)  |                 |
| Messico    | 8.616 (10) | 9.143 (5)        | 9.238 (5)     | 8.999 (7)  |                 |
| Porto Rico | 9.087 (4)  | 8.800 (8)        | 9.086 (8)     | 8.991 (8)  |                 |
| Giamaica   | 9.000 (6)  | 8.875 (7)        | 8.754 (9)     | 8.876 (9)  |                 |
| Ghana      | 8.850 (8)  | 8.788 (9)        | 8.683 (10)    | 8.774 (10) |                 |

### Riconoscimenti speciali
| Riconoscimento                     | Concorrente                                                                                         |
| ---------------------------------- | --------------------------------------------------------------------------------------------------- |
| Best National Costume              | - Libano - Clemence Achkar - Trinidad e Tobago - Nicole Simone Dyer - Venezuela - Carolina Indriago |
| Miss Congeniality                  | - Portogallo - Marisa Ferreira                                                                      |
| Miss Photogenic                    | - Porto Rico - Brenda Liz Lopez                                                                     |
| Oscar de la Renta Best in Swimsuit | - Spagna - Diana Nogueira                                                                           |
| Clairol Herbal Essences Style      | - Filippine - Miriam Quiambao                                                                       |

## Giudici della trasmissione televisiva
Le seguenti celebrità hanno fatto da giudici durante la serata finale:
- Kylie Bax –  Modella ed attrice.
- Patrick Demarchelier – Fotografo di moda.
- Melania Knauss – Modella.
- Charles Gargano – Ambasciatore degli Stati Uniti d'America a Trinidad e Tobago.
- Sirio Maccioni – Ristoratore di Le Cirque.
- Marcus Schenkenberg – Modello.
- Bruce Smith – Ex giocatore dei Buffalo Bills.
- Diane Smith – Redattrice di Sports Illustrated Swimsuit Edition.
- Stephanie Seymour – Modella ed attrice.
- Evander Holyfield – Boxer.